# Soyuz 11
La Soyuz 11 (en ruso: Союз 11, Unión 11) fue la primera misión espacial tripulada en habitar una estación espacial (la Salyut 1). La nave se lanzó el 6 de junio de 1971 y regresó a tierra el 29 de ese mismo mes, estableciendo un nuevo récord de permanencia en el espacio. Sin embargo, los miembros de la tripulación, compuesta por Vladislav Vólkov, Gueorgui Dobrovolski y Víktor Patsáyev, murieron al regresar a la Tierra. La causa del accidente fue la despresurización de la cápsula debida al fallo de una válvula, lo cual produjo la muerte de los cosmonautas por asfixia, ya que carecían de trajes espaciales. El accidente causó un retraso de dos años en el programa espacial tripulado soviético, obligó a rediseñar la nave Soyuz y a abandonar prematuramente la Salyut 1.

## Objetivo de la misión

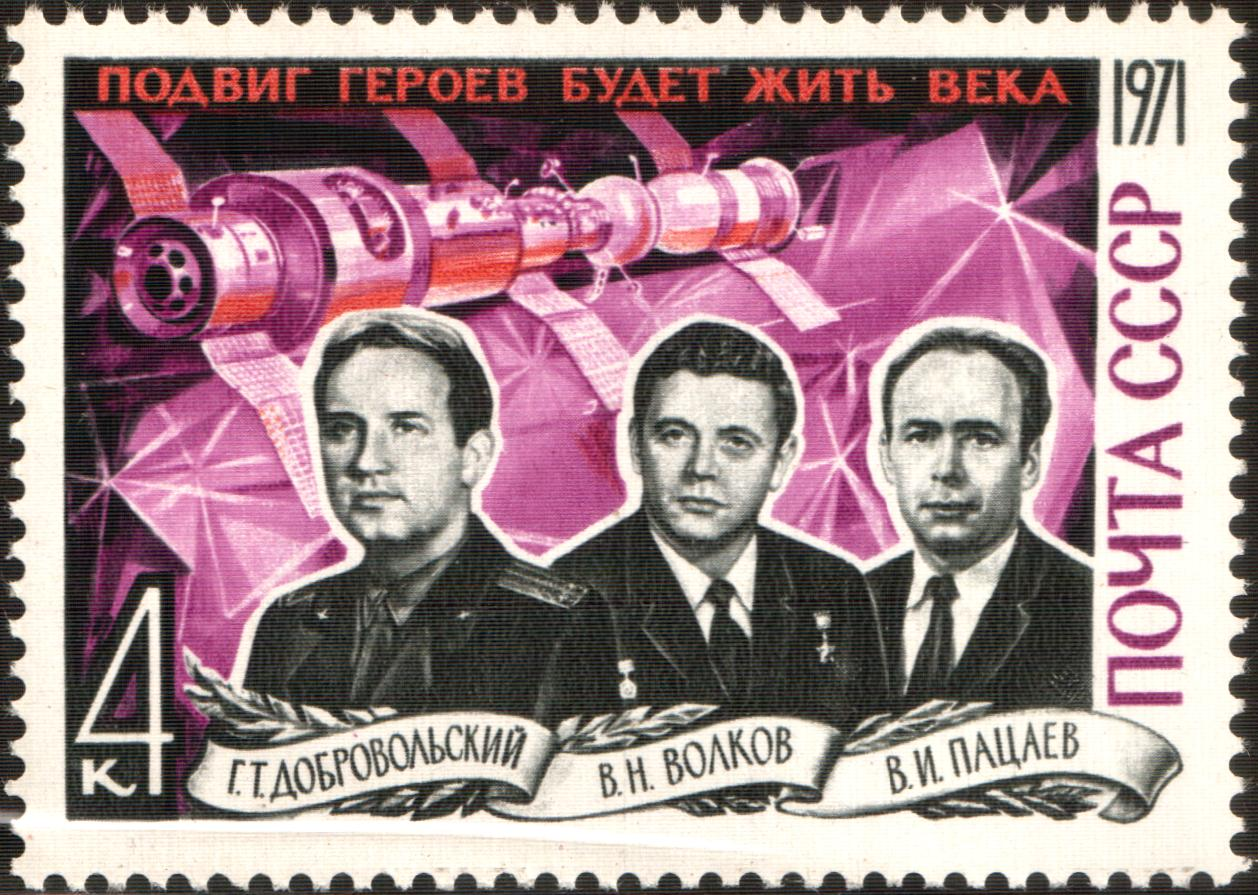
Sello de la URSS de 1971 homenajeando a los cosmonautas Gueorgui Dobrovolski (izquierda), Vladislav Vólkov (centro) y Víktor Patsáyev (derecha).

El objetivo de la Soyuz 11 era culminar la misión que su predecesora, la Soyuz 10, no había podido finalizar con éxito. La Soyuz 10 logró acoplarse a la primera estación espacial de la historia (la Salyut 1) el 23 de abril de 1971, pero dicho acoplamiento no salió bien y los cosmonautas no pudieron penetrar en la estación.
Debido al fracaso parcial de la Soyuz 10, se tuvo que rediseñar el sistema de acoplamiento. Se estimó que se había infravalorado en casi un 100 % la fuerza que debía soportar una de las piezas metálicas (empezaba a doblarse al aplicarle una fuerza equivalente a 130 kg, mientras que durante el acoplamiento se alcanzaban de 160 a 200 kg). La pieza fue reforzada y se confió en que esta vez todo saldría bien.

## Elección de la tripulación
La tripulación seleccionada para la misión estaba compuesta por Alekséi Leónov, Valeri Kubásov y Piotr Kolodin. Sin embargo, el 3 de junio de 1971, en las pruebas médicas finales previas al lanzamiento, se detectó en una radiografía de Kubasov una mancha en un pulmón. Los doctores, temiendo que se tratara de tuberculosis, le prohibieron volar. Según las reglas soviéticas, al descartarse a un cosmonauta se descartaba la tripulación entera, por lo que se decidió recurrir a la tripulación de reserva, formada por Vladislav Vólkov, Gueorgui Dobrovolski y Víktor Patsáyev.

## Estancia en la Salyut 1
La estancia en la Salyut 1 se vio salpicada por diversos incidentes, entre los que destacan la avería del telescopio principal (debido a que no se abrió la tapa), un incendio el 16 de junio de 1971 que estuvo a punto de provocar una evacuación de emergencia y fuertes fricciones entre dos de los tripulantes: Dobrovolski (comandante, novato) y Vólkov (veterano). Estos incidentes motivaron el regreso anticipado de la tripulación (la duración inicialmente prevista de la misión era de 30 días).
El acoplamiento con la estación se efectuó el 7 de junio en modo automático. La tripulación encendió el sistema de regeneración de aire y cambió un par de ventiladores. Pero a causa de un desagradable olor a humo, se aconsejó a los cosmonautas que durmieran la primera noche a bordo de la Soyuz. El 8 de junio, el aire de la estación se encontraba perfectamente, por lo que los cosmonautas procedieron a habitarla, realizaron una maniobra orbital y orientaron los paneles hacia el Sol. La prensa mundial se hizo eco del nuevo triunfo de la astronáutica soviética: la primera estación espacial tripulada. Sin embargo, los cosmonautas no siguieron el programa de entrenamiento para paliar los efectos de la ingravidez en el cuerpo. El 9 de junio se contacta por televisión con los tripulantes y se les recuerda la necesidad de realizar los ejercicios. Debido a que todo parece ir bien, se ratifica la decisión de hacerles volver el 30 de junio, mientras que la Soyuz 12 partirá hacia la estación el 20 de julio de 1971.
No hubo incidencias en los días siguientes, en los que los cosmonautas cumplieron los planes previstos, entre los que figuraba probar el "globo" de la estación para comprobar la precisión del predictor del punto de aterrizaje. Sin embargo, el 16 de junio la tripulación informa a las 13:00 de la presencia de humo en la estación. La situación es tan desesperada que se llega a pensar en evacuar la Salyut 1, pero los cosmonautas apagan el generador principal de oxígeno, conectan el secundario y cambian los filtros de oxígeno. Tras seis horas, la situación parece haber vuelto a la normalidad, aunque los cosmonautas se quejan de que los trajes para entrenamiento les producen mucho cansancio.
El día 17 se evalúa la situación. El primer cosmonauta en levantarse es el comandante, Vólkov, que informa a tierra de la situación. Vólkov, aunque afirma que "la tripulación entera decide las cosas juntos", se adjudica todas las acciones. Aunque Vasili Mishin considera que la tarea del comandante es tomar las decisiones, Nikolái Kamanin y el equipo de seguimiento creen que es demasiado independiente y que no reconoce sus errores. No se encuentra la causa del incendio pero, como medida preventiva, se decide apagar todo el equipo científico. Este se encenderá después, de uno en uno, para intentar encontrar el origen del humo.
El día 18 se evalúan las posibilidades de que la tripulación observe desde la estación el lanzamiento del cohete N-1, previsto para el 22 de junio. Aunque la misión sigue teniendo como fecha prevista de regreso el 30 de junio, los problemas técnicos han impedido a la tripulación seguir con el programa de entrenamiento y los médicos abogan por un regreso anticipado.
El 20 de junio se evalúa el estado físico de los cosmonautas y se advierte que su capacidad pulmonar ha disminuido en un 33 % y que los trajes Penguin de entrenamiento no funcionan bien. Aunque hay quienes creen que pueden aguantar mucho más tiempo en órbita, Kamanin estima que deben volver antes del 30 de junio. Finalmente, el 21 de junio los altos mandos deciden que regresen entre el 27 y el 30 de junio.
El 25 de junio, los cosmonautas baten el récord de permanencia en el espacio. Del 26 en adelante su principal misión será acondicionar la Salyut 1 para las semanas que le esperan sin tripulación y preparar su propio retorno a tierra. El 27 se recibe la noticia de que el cohete N-1 ha vuelto a fallar. Finalmente el día 29, con la estación perfectamente "apagada", la tripulación se prepara para desacoplar la Soyuz 11 de la Salyut 1.

## Fallecimiento de la tripulación

### Decisión de no llevar trajes espaciales
La carrera espacial se inició con una serie de deslumbrantes éxitos para la Unión Soviética. No obstante, para poder mantener esa racha triunfal, las autoridades soviéticas incurrieron en una serie de riesgos. Entre ellos figuraba que, para poder acomodar más tripulantes en las naves, estos no llevaran trajes espaciales. La medida se adoptó por primera vez en la Vosjod 1 y se repetiría en el programa Soyuz.
No todo el mundo estuvo de acuerdo con la medida, que fue criticada por:
- Leonid Smirnov (jefe de la Comisión de Industrial Militar)
- Iliá Lavrov (diseñador del sistema de control ambiental), quien argumentó que la tripulación debía estar dotada al menos con máscaras de oxígeno como las utilizadas en aviación, lo que les hubiera dado un margen de 2 a 3 minutos.
- Nikolái Kamanin (jefe del cuerpo de cosmonautas soviético).

Sin embargo, se impuso la opinión de los demás líderes del programa soviético, como Serguéi Koroliov y Vasili Mishin, que aseguraron que no habría problemas porque en ningún vuelo de las Vostok o las Vosjod se habían producido pérdidas de presión. Ante las críticas de Kamanin y los propios cosmonautas, Mishin llegó a decir "¡No quiero cobardes en mis naves!".

### Partida de la Salyut 1
El 29 de junio de 1971, los cosmonautas se introdujeron en la Soyuz 11 y se prepararon para volver a tierra. Sin embargo, al cerrar la escotilla de la Soyuz, Vólkov indicó que el cierre no era hermético porque así lo advertía un sensor. Desde tierra se aconsejó a la tripulación repetir la operación, pero esta solo lo consigue tras numerosos intentos y cerrando la escotilla con todas sus fuerzas. Tras esto, la luz de aviso se apagó y los cosmonautas comprobaron que la esclusa era hermética.
Finalmente, la Soyuz 11 se separa de la Salyut 1 a las 21:35. Los cosmonautas, aprovechando que les sobra combustible, detienen la separación y proceden a tomar dos rondas de fotografías de la estación (a 10-15 y 30-40 metros).

### Accidente
En algunas fuentes, como el libro de James Oberg Red Star In Orbit, se afirma que el accidente se produjo debido a que la escotilla de la Soyuz 11 no cerró bien durante el desacoplamiento con la Salyut 1. Sin embargo, el propio James Oberg cambió su versión de los hechos y en 1997 mantenía la misma tesis que el resto de los investigadores: el accidente se atribuye a la apertura de una válvula de menos de 1 mm de diámetro. Dicha válvula existía para permitir el equilibrado de presión con el exterior y no debía abrirse hasta que se encontrara a unos 4 km de altura sobre la superficie terrestre.
La apertura de la válvula se produjo durante la maniobra de separación entre el módulo de servicio y el módulo de descenso de la Soyuz. El sistema consistía en dos válvulas independientes de 1 mm de diámetro que se activaban mediante un mecanismo pirotécnico, por lo que se consideraba imposible que se abrieran accidentalmente ambas a la vez. No obstante, ambas se abrieron con solo 6 centésimas de segundo de diferencia. Según James Oberg es posible que el sistema pirotécnico que abría las válvulas hubiera actuado ya, pero el gas no saliera porque el módulo de servicio le bloqueaba el paso. Otra versión que da él mismo es que el mecanismo pirotécnico que separaba el módulo de servicio del módulo de mando activara accidentalmente su homólogo.
En el momento de separación de ambos módulos, tanto la nave como la tripulación se encontraban en perfecto estado. Dentro de la Soyuz, la presión era de 915 hPa y los cosmonautas parecían estar más tranquilos que la media, puesto que el pulso promedio durante la maniobra de salida de órbita es de 120 pulsaciones por minuto, mientras que Dobrovolsky estaba en 80, Patsáyev en 100 y Vólkov en 120.
La tripulación se percató de la fuga con inmediatez gracias al sonido que generaba, lo que quedó registrado en sus electrocardiogramas: en apenas unos segundos el pulso de Dobrovolsky había subido a 114 ppm y el de Vólkov a 180. Para localizar la fuente de sonido apagaron las radios y probablemente la encontraron y, percatándose de que se trataba de una fuga de aire, debieron intentar cerrar la válvula, ubicada sobre el asiento de Patsáyev. 
Aunque en las especificaciones se requería que la fuga fuera cortada en 20 segundos, en los entrenamientos los cosmonautas tardaban de 30 a 40. Eso explica perfectamente por qué el accidente fue mortal, ya que se estima que 20 segundos después de haberse iniciado la fuga la presión había caído tanto que la tripulación debía estar inconsciente. 50 segundos después de haberse iniciado el escape de aire, el pulso de Patsáyev había caído a 42 ppm. A los 110 s los corazones de los tres cosmonautas se habían detenido. La presión en ese momento se había estabilizado en 50 hPa.
Sin embargo, la Soyuz prosiguió su maniobra de regreso a tierra con normalidad, con la sola excepción de que el escape de gas le produjo un lento movimiento de rotación.
En tierra, el control de la misión no supo nada de esto, ya que no tenía comunicación con la nave (la separación entre módulo orbital y el módulo de descenso se produjo fuera del alcance de las estaciones de seguimiento soviéticas). Pero dos minutos después entró en el radio de acción y permaneció durante tres minutos antes de que la reentrada volviera a imposibilitar las comunicaciones. 
Una vez la nave entró en el radio de acción de las estaciones, el control de la misión intentó comunicarse con la tripulación; al constatar que los cosmonautas no respondían, creyó que había una avería en el sistema de comunicaciones. Este error es comprensible, puesto que desde la separación del módulo orbital la Soyuz carecía de medios para transmitir telemetría y, por lo tanto, en tierra nada sabían de la fuga de aire. La nave aterrizó correctamente a las 2:16:52 UTC (las 6:16 hora local: había amanecido más de una hora antes). Los equipos de rescate se llevaron la desagradable sorpresa cuando la cápsula estaba en tierra y la tripulación seguía sin dar señales de vida. Se intentó la reanimación de los tripulantes, pero fue imposible (llevaban media hora muertos).
Se intentó reproducir el accidente en tierra, pero no fue posible hacer que las válvulas se abrieran simultáneamente. No obstante, las autopsias y los datos recogidos por el sistema grabador de datos Mir (que permitía recoger los datos del vuelo aunque estos no se pudieran retransmitir) resultaron suficientes para determinar las causas del mismo.

## Consecuencias

### Reducción de la tripulación
El accidente obligó a hacer que todos los tripulantes de las Soyuz llevaran trajes espaciales durante el despegue y aterrizaje como medida de precaución. Estos trajes fueron diseñados por Gay Severin y recibieron el nombre de Sokol. Aunque ligeros, aumentaban el espacio necesario para los tripulantes. Además, para asegurar que los trajes funcionaran y que la cabina pudiera mantener la presión en caso de fuga, hubo que instalar una unidad de control, por lo que se disminuyó aún más el espacio disponible. Esto redujo la capacidad de la nave de tres cosmonautas a dos.
Para recuperar su anterior tripulación máxima, hubo que rediseñar la nave para hacerla más amplia; el nuevo modelo, llamado Soyuz-T, comenzó a volar en 1980. 

### Abandono de la Salyut 1
Se tenía previsto que una nueva Soyuz, la número 12, partiera hacia la Salyut 1 en el mes de julio. No obstante, la Soyuz 12 no partiría al espacio hasta septiembre de 1973, más de dos años después. A consecuencia del retraso, la Salyut 1 no pudo recibir más tripulaciones y, tras ir más allá de su vida útil prevista (tres meses), se ordenó su reentrada controlada.

### Destitución de Kamanin
Se culpó a Kamanin por no haber adiestrado a los cosmonautas para afrontar una emergencia así y fue retirado del servicio. Kamanin consideró que la decisión era profundamente injusta, puesto que:
- Él había sido de los pocos que se había opuesto a la ausencia de escafandras en las Soyuz.
- Una vez la válvula se abrió, no había forma posible de que los cosmonautas se salvaran. Sus rivales argumentaron que los cosmonautas habrían podido taponar la fuga con el dedo, del mismo modo que estaba previsto en caso de que la cápsula aterrizara en el mar y se empezara a inundar. Sin embargo, Kamanin consideró esta sugerencia muy poco realista, dado que no había suficiente tiempo y, en el improbable caso de que lograran taponarla, el cosmonauta hubiera tenido que permanecer en esa posición durante la reentrada, donde se alcanzan aceleraciones de 4-5 Gs.
- Su posición ya estaba cuestionada en mayo, antes del accidente.

## Honorespostmortem
Las autoridades soviéticas reconocieron públicamente la naturaleza del accidente. Los cosmonautas fueron enterrados con todos los honores en el Kremlin.
Además fueron nombrados diversos objetos en su honor:
- Tres asteroides: (1970) Volkov, (1978) Dobrovolsky, (1971) Patsayev.
- Tres cráteres de la Luna.
- Calles de Kaluga.
- Una escuela de Odesa (Dobrovolsky).